# Razsodnost in rahločutnost (film)
Razsodnost in rahločutnost (angleško Sense and Sensibility) je ameriški zgodovinski dramski film iz leta 1995, ki ga je režiral Ang Lee in temelji na istoimenskem romanu Jane Austen iz leta 1811. Emma Thompson je napisa scenarij in tudi odigrala glavno vlogo Elinor Dashwood, Kate Winslet pa njeno mlajšo sestro Marianne. Film spremlja zgodbo obeh sester Dashwood iz plemiškega družbenega sloja, ki se morata spopasti z nenadno obubožanostjo. Prisiljeni sta v iskanje finančne varnosti s poroko, njuna snubca igrata Hugh Grant in Alan Rickman.
Film je bil premierno prikazan 13. decembra 1995 v ameriških kinematografih in postal uspešnica s prihodki 135 milijonov USD ob 16-milijonskem proračunu. Nalatel je tudi na dobre ocene kritikov ter prejel 29 filmskih nagrad in 55 nominacij. Na 68. podelitvi je bil nominiran za oskarja v sedmih kategorijah, tudi za najboljši film, prejel pa nagrado za najboljši prirejeni scenarij. Nominiran je bil še za enajst nagrad BAFTA, od katerih je bil nagrajen za najboljši film, najboljšo igralko (Thompson) in stransko igralko (Winslet), ter šest zlatih globusov, od katerih je bil nagrajen za najboljši dramski film in scenarij, prejel pa je tudi zlatega medveda na Berlinalu. Film je tudi obudil zanimanje za dela Austenove in spodbudil več filmov v podobnem slogu. Velja za najboljšo filmsko priredbo katerega od del Austenove vseh časov.

## Vloge
- Emma Thompson kot Elinor Dashwood
- Kate Winslet kot Marianne Dashwood
- Alan Rickman kot polkovnik Brandon
- Imogen Stubbs kot Lucy Steele
- Hugh Grant kot Edward Ferrars
- Greg Wise kot John Willoughby
- Gemma Jones kot ga. Dashwood
- Harriet Walter kot Fanny Dashwood
- James Fleet kot John Dashwood
- Hugh Laurie kot g. Palmer
- Imelda Staunton kot Charlotte Palmer
- Robert Hardy kot sir John Middleton
- Elisabeth Spriggs kot ga. Jennings
- Tom Wilkinson kot g. Dashwood